# Mihovci pri Veliki Nedelji
Mihovci pri Veliki Nedelji (prleško Mihouci) so naselje v Občini Ormož. 
Kraj je ime dobil po cerkvi Sv. Mihaela s pripadajočo kostnico, ki je stala nekje severovzhodno od cerkve svete Trojice na območju današnjega »Sigeta«. Cerkev so porušili, posmrtne ostanke ljudi iz kostnice pa so prekopali v ožjo okolico cerkve svete Trojice, kjer je takrat bilo pokopališče. Mihovci in sosednja Velika Nedelja predstavljata somestje.